# NGC 964
NGC 964 је спирална галаксија у сазвежђу Пећ која се налази на NGC листи објеката дубоког неба.
Деклинација објекта је - 36° 2' 5" а ректасцензија 2h 31m 5,7s. Привидна величина (магнитуда) објекта NGC 964 износи 12,7 а фотографска магнитуда 13,5. NGC 964 је још познат и под ознакама IC 1814, ESO 355-24, MCG -6-6-10, IRAS 02290-3615, PGC 9582.